# Jarošov nad Nežárkou
Jarošov nad Nežárkou è un comune della Repubblica Ceca facente parte del distretto di Jindřichův Hradec, in Boemia Meridionale.